# Catturandi - Nel nome del padre
Catturandi - Nel nome del padre è una serie televisiva italiana, prodotta da Rodeo Drive in collaborazione con Rai Fiction. È stata trasmessa su Rai 1 dal 12 settembre al 10 ottobre 2016.

## Trama
La squadra Catturandi di Palermo è alla caccia del superlatitante Natale Sciacca. Il team è guidato dalla talentuosa vice commissario Palma Toscano, figlia di un eroico poliziotto, morto per servire lo stato.

## Episodi
| Stagione       | Episodi | Prima TV |
| -------------- | ------- | -------- |
| Prima stagione | 12      | 2016     |